# 德莱林登公园
德莱林登公园（Dreilindenpark，俗称为“Konsipark”）是瑞士卢塞恩规模最大的公园，面积35000平方米。位于卢塞恩城东山上，提供观赏阿尔卑斯山的宽阔视野。

## 历史

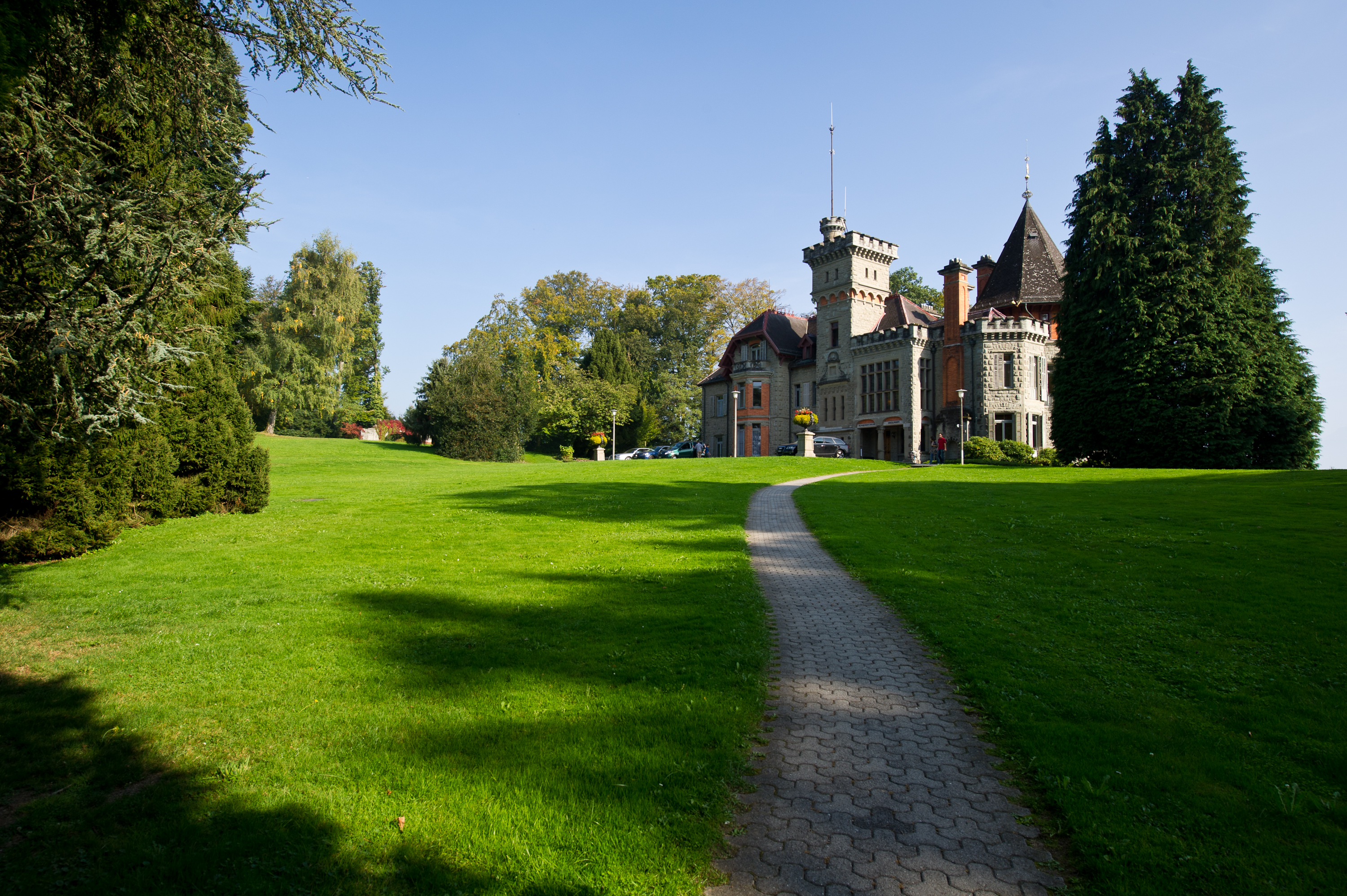
德莱林登公园

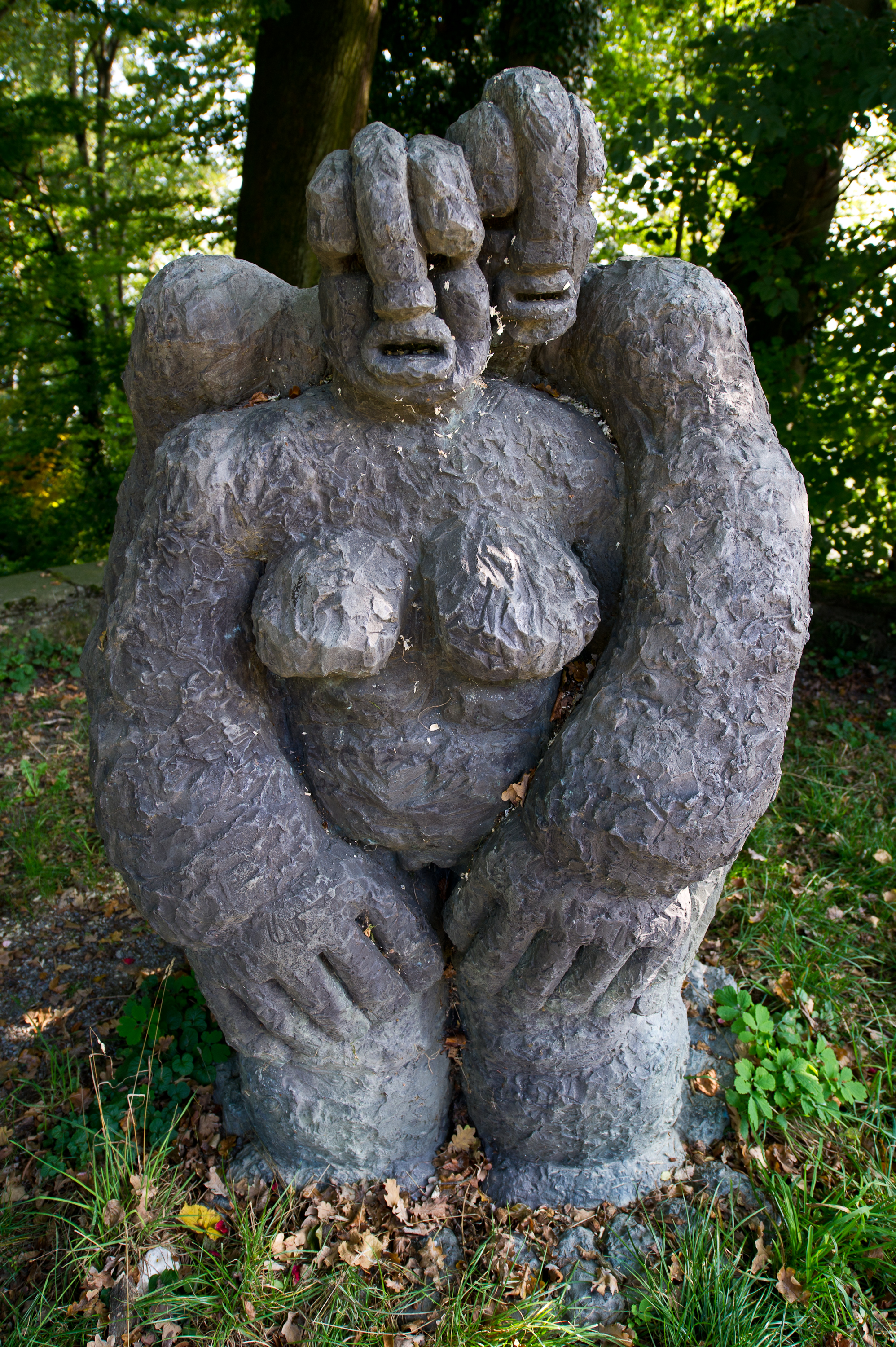
雕塑

1890年，维科瓦罗公主离开后，改建为英式园林。